# 블루 라인 (영화)
《블루 라인》(영어: The Assault)은 2017년 공개된 미국의 액션 스릴러 영화이다.

## 출연자

### 주연
- 톰 시즈모어: 브로자 형사 역
- 조던 래드: 린제이 월터스 역
- 니키 무어: 니콜 역

### 조연
- 톰 데누치: 세스 월터스 역
- 캐빈 내쉬: 시스코 역
- 타임 루이스: 크리스 백 역
- 데이빗 게르: 디클랜 역
- 린제이 램: 버니 애봇 역
- 레스터 키프: 미키 역
- 다이애나 앤젤슨: 매기 역